# Amettes
Amettes è un comune francese di 500 abitanti situato nel dipartimento del Passo di Calais nella regione dell'Alta Francia.
Vi nacque San Benedetto Giuseppe Labre il 26 marzo 1748.

## Società

### Evoluzione demografica
Abitanti censiti